# Hypselogenia geotrupina
Hypselogenia geotrupina är en skalbaggsart som beskrevs av Gustaf Johan Billberg 1817. Hypselogenia geotrupina ingår i släktet Hypselogenia och familjen Cetoniidae. Inga underarter finns listade i Catalogue of Life.